# Gegute Tessera
La Gegute Tessera è una struttura geologica della superficie di Venere.